# Cabeço do Canto

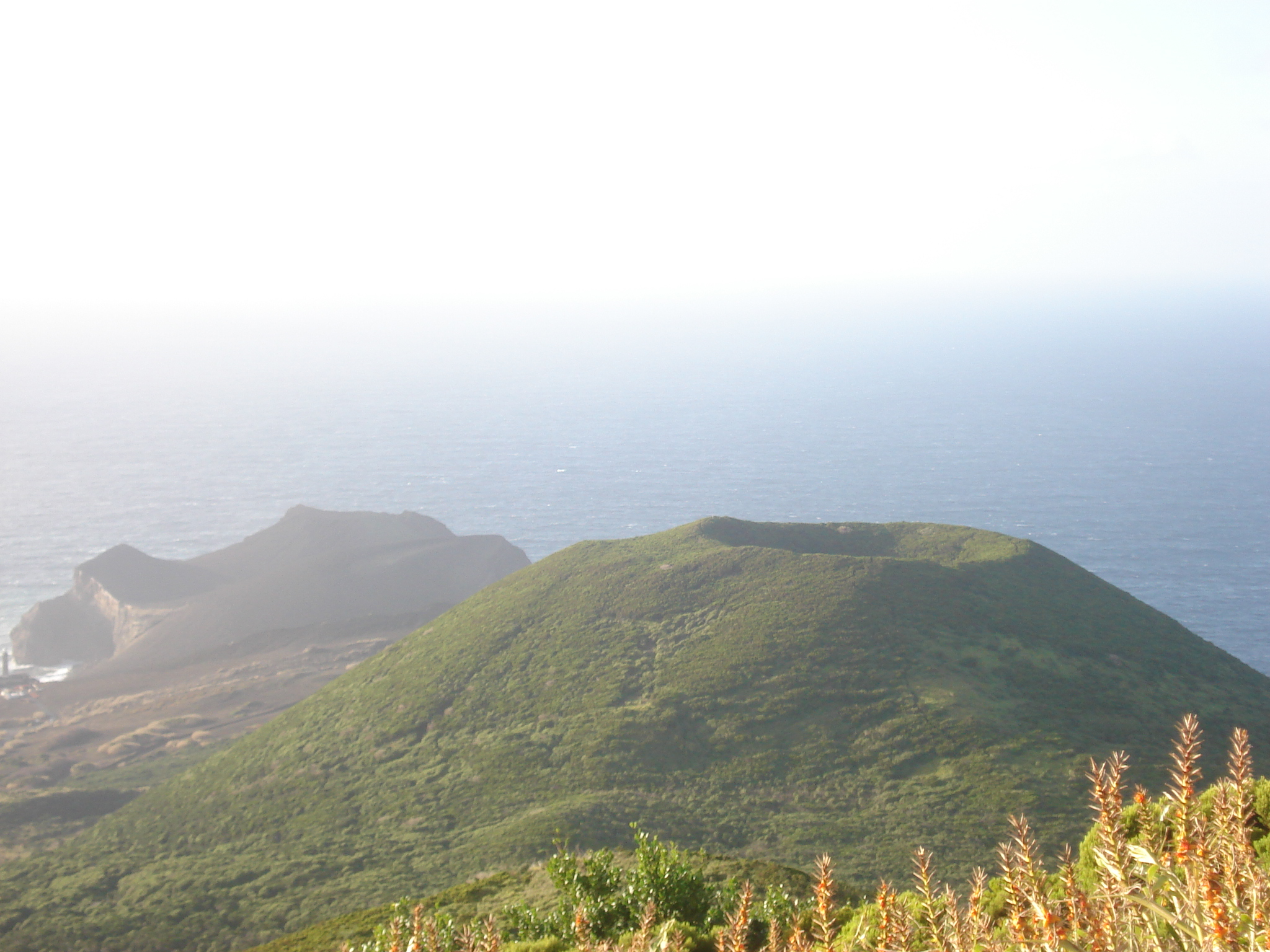
Cabeço do Canto.

O Cabeço do Canto é um cone vulcânico situado na freguesia do Capelo, concelho da Horta, ilha do Faial, arquipélago dos Açores.

## Descrição
Este acidente geológico encontra-se geograficamente localizado próximo do Vulcão dos Capelinhos, ao Capelo encontra-se intimamente relacionado com a elevação do Cabeço Verde do qual faz parte.
Esta formação geológica localizada a 346 metros de altitude acima do nível do mar apresenta escorrimento pluvial para a costa marítima.
Esta formação é constituída por escórias vulcânicas e respectivos derrames lávicos, ao longo de um alinhamento vulcano-tectónico de orientação geral WNW-ESE.